# 葬送音楽 (ヒンデミット)
『葬送音楽』（そうそうおんがく、独: Trauermusik）は、ドイツの作曲家パウル・ヒンデミットが1936年に作曲した、ヴィオラ（またはヴァイオリンかチェロ）と弦楽合奏のための組曲である。イギリス国王ジョージ5世に献呈された。
ヒンデミットの独奏ヴィオラと弦楽合奏、あるいは管弦楽のための作品は他にも『白鳥を焼く男』、『室内音楽第5番』などがある。
英語での題名 "Mourning Music" または "Funeral Music" は「追悼音楽」または「葬儀音楽」を意味するが、作品は主にドイツ語題の Trauermusik で知られている。

## 概要
1936年にイギリスで演奏会の準備をしていたところ、1月20日のイギリス国王ジョージ5世の訃報を知り、翌日その追悼のために急遽書かれた作品。1月22日にロンドンで開かれた演奏会では当初予定されていた『白鳥を焼く男』の演奏を取り消し、ヒンデミット自身の独奏によりこの作品が初演された。

## 編成
独奏ヴィオラ（またはヴァイオリンかチェロ）と弦楽合奏

## 楽曲構成
全部で4楽章からなり、演奏時間は8分から9分ほど。第4楽章ではコラール「汝の御座の前に我進み出で」が引用される。このコラールが英語圏で「オールド・ハンドレッズ」として親しまれている賛歌と同じものだとヒンデミットが知ったのは作曲後のことだった。
1. Langsam
2. Ruhig bewegt
3. Lebhaft
4. Choral "Für deinen Thron tret ich hiermit“ – Sehr langsam